# Sinaiella sabulosa
Sinaiella sabulosa — вид богомолів з родини Toxoderidae. Невеликі богомоли, поширені в Йорданії, Саудівській Аравії та в Єгипті.

## Опис
Тіло переважно жовтувате, голова з сірими чи чорними жилками. Довжина тіла самця 2,8-3,1 см, самиця дещо більша — 3,2 см. Крила самця з окремими блідобурими плямами, надкрила майже повністю прозорі за винятком костальної зони, з коричневими жилками. Крила самиці сильно вкорочені, прості вічка дрібніші. Черевце тендітне. Верхівки члеників церок пласкі, брунатні або з чорними крапками.
Від інших видів роду відрізняється будовою церок. Останній їхній сегмент широкий, лише трохи довший за ширину, на третину довший за передостанній, на верхівці закруглений. Натомість у S. nebulosa верхівка останнього сегменту має виїмку, а в S. raggei він суттєво довший за ширину.